# 26 Piscium
26 Piscium är en blåvit stjärna i huvudserien i Fiskarnas stjärnbild.
Stjärnan har visuell magnitud +6,21 och är svagt synlig enbart vid mycket god seeing. 26 Piscium befinner sig på ett avstånd av ungefär 415 ljusår.